# Danh sách Bí thư tỉnh thành Việt Nam nhiệm kỳ 2015–2020
Dưới đây là danh sách Bí thư các tỉnh và thành phố trực thuộc trung ương của Việt Nam nhiệm kì 2015-2020. Tất cả đều là Đảng viên Đảng Cộng sản Việt Nam.

## Danh sách
- tái đắc cử từ nhiệm kì trước (2010-2015)
- tái đắc cử nhiệm kì sau (2020-2025)
- tái đắc cử từ nhiệm kì trước và tái đắc cử nhiệm kì sau
- bị kỷ luật, có sai phạm

| Tỉnh/TP           | Họ và tên            | Năm sinh  | Nguyên quán    | Nhiệm kì                | Chức vụ trước khi được bầu                                                                                             | Ghi chú |
| ----------------- | -------------------- | --------- | -------------- | ----------------------- | --- | --- |
| TP Hà Nội         | Phạm Quang Nghị      | 1949      | Thanh Hóa      | 28/6/2006 - 5/2/2016    | Ủy viên Bộ Chính trị                                                                                                   | |
| TP Hà Nội         | Hoàng Trung Hải      | 1959      | Thái Bình      | 5/2/2016 - 7/2/2020     | Ủy viên Bộ Chính trị Phó Thủ tướng Chính phủ                                                                           | Ủy viên Bộ Chính trị 1/2020 bị kỉ luật Cảnh cáo Trưởng Đoàn ĐBQH Thành phố Hà Nội khóa XIV Từ tháng 02/2020 là Phó Trưởng Bộ phận Thường trực Chuyên trách Tiểu ban Văn kiện Đại hội XIII                    |
| TP Hà Nội         | Vương Đình Huệ       | 1957      | Nghệ An        | 7/2/2020 - 3/4/2021     | Ủy viên Bộ Chính trị Phó Thủ tướng Chính phủ                                                                           | Ủy viên Bộ Chính trị Trưởng Đoàn ĐBQH Thành phố Hà Nội khóa XIV Ngày 7/2/2020, Bộ Chính trị điều động về giữ chức Bí thư Thành ủy Hà Nội                                                                     |
| TP Hồ Chí Minh    | Lê Thanh Hải         | 1950      | Tiền Giang     | 28/6/2006 - 5/2/2016    | Ủy viên Bộ Chính trị                                                                                                   | |
| TP Hồ Chí Minh    | Đinh La Thăng        | 1960      | Nam Định       | 5/2/2016 - 10/5/2017    | Ủy viên Bộ Chính trị Bộ trưởng Bộ Giao thông Vận tải                                                                   | Ủy viên Bộ Chính trị Trưởng Đoàn ĐBQH Thành phố Hồ Chí Minh khóa XIV 7/5/2017 bị kỉ luật Cảnh cáo, thôi chức Ủy viên Bộ Chính trị Tháng 5/2017, Bộ Chính trị điều động làm Phó Trưởng Ban Kinh tế Trung ương |
| TP Hồ Chí Minh    | Nguyễn Thiện Nhân    | 1953      | Trà Vinh       | 10/5/2017 - 17/10/2020  | Ủy viên Bộ Chính trị Chủ tịch Ủy ban Trung ương Mặt trận Tổ quốc Việt Nam                                              | Ủy viên Bộ Chính trị Trưởng Đoàn ĐBQH Thành phố Hồ Chí Minh khóa XIV Tháng 5/2017, Bộ Chính trị điều động làm Bí thư Thành ủy Thành phố Hồ Chí Minh                                                          |
| TP Hải Phòng      | Lê Văn Thành         | 1962      | Hải Phòng      | 23/10/2015 - 4/5/2021   | Chủ tịch Ủy ban Nhân dân Thành phố Hải Phòng                                                                           | Ủy viên Trung ương Đảng Chủ tịch Hội đồng Nhân dân Thành phố Hải Phòng |
| TP Đà Nẵng        | Nguyễn Xuân Anh      | 1976      | Đà Nẵng        | 16/10/2015 - 6/10/2017  | Ủy viên dự khuyết Trung ương Đảng Phó Bí thư Thành ủy Đà Nẵng                                                          | Ủy viên Trung ương Đảng Chủ tịch Hội đồng Nhân dân Thành phố Đà Nẵng 6/10/2017 bị cách chức, thôi Ủy viên Trung ương Đảng                                                                                    |
| TP Đà Nẵng        | Trương Quang Nghĩa   | 1958      | Quảng Nam      | 7/10/2017 - 21/10/2020  | Ủy viên Trung ương Đảng Bộ trưởng Bộ Giao thông vận tải                                                                | Ủy viên Trung ương Đảng Trưởng Đoàn ĐBQH Thành phố Đà Nẵng khóa XIV Tháng 10/2017, Bộ Chính trị điều động làm Bí thư Thành ủy Đà Nẵng                                                                        |
| TP Cần Thơ        | Trần Quốc Trung      | 1960      | Hậu Giang      | 25/9/2015 - 25/9/2020   | Phó Bí thư Thường trực Thành ủy Cần Thơ Chủ tịch Hội đồng Nhân dân Thành phố Cần Thơ                                   | Ủy viên Trung ương Đảng Trưởng Đoàn ĐBQH Thành phố Cần Thơ khóa XIV |
| An Giang          | Võ Thị Ánh Xuân      | 1970      | An Giang       | 2/10/2015 - 30/4/2021   | Ủy viên dự khuyết Trung ương Đảng Phó Bí thư Tỉnh ủy An Giang                                                          | Ủy viên Trung ương Đảng Trưởng Đoàn ĐBQH tỉnh An Giang khóa XIV |
| Bà Rịa – Vũng Tàu | Nguyễn Hồng Lĩnh     | 1964      | Long An        | 23/10/2015 - 30/7/2020  | Ủy viên dự khuyết Trung ương Đảng Phó Bí thư Thường trực Tỉnh ủy Chủ tịch Hội đồng Nhân dân tỉnh Bà Rịa – Vũng Tàu     | Ủy viên Trung ương Đảng Chủ tịch Hội đồng Nhân dân tỉnh Bà Rịa Vũng Tàu nhiệm kỳ 2016-2021 Tháng 07/2020, Bộ Chính trị điều động làm Phó Trưởng Ban Dân vận Trung ương                                       |
| Bà Rịa – Vũng Tàu | Phạm Viết Thanh      | 1962      | Quảng Nam      | 30/7/2020 – nay         | Ủy viên Trung ương Đảng Bí thư Tỉnh ủy Tây Ninh                                                                        | Ủy viên Trung ương Đảng Tháng 7/2020, Bộ Chính trị điều động làm Bí thư Tỉnh ủy Bà Rịa – Vũng Tàu |
| Bạc Liêu          | Lê Minh Khái         | 1964      | Bạc Liêu       | 2/10/2015 - 30/11/2017  | Phó Bí thư Tỉnh ủy, Chủ tịch Ủy ban Nhân dân tỉnh Bạc Liêu                                                             | Ủy viên Trung ương Đảng Trưởng Đoàn ĐBQH tỉnh Bạc Liêu khóa XIV Tháng 11/2017, Quốc hội bầu làm Tổng Thanh tra Chính phủ                                                                                     |
| Bạc Liêu          | Nguyễn Quang Dương   | 1962      | Hà Nội         | 30/11/2017 - 5/7/2020   | Ủy viên Trung ương Đảng Bí thư Đảng ủy Khối Các cơ quan Trung ương                                                     | Ủy viên Trung ương Đảng Tháng 7/2020, Bộ Chính trị điều động làm Phó Trưởng Ban Tổ chức Trung ương |
| Bạc Liêu          | Lữ Văn Hùng          | 1963      | Hậu Giang      | 5/7/2020 - nay          | Ủy viên Trung ương Đảng Bí thư Tỉnh ủy, Chủ tịch Hội đồng Nhân dân tỉnh Hậu Giang                                      | Ủy viên Trung ương Đảng Tháng 7/2020, Bộ Chính trị điều động làm Bí thư Tỉnh ủy Bạc Liêu |
| Bắc Giang         | Bùi Văn Hải          | 1960      | Bắc Giang      | 13/2/2015 - 14/10/2020  | Phó Bí thư Tỉnh ủy, Chủ tịch Ủy ban Nhân dân tỉnh Bắc Giang                                                            | Ủy viên Trung ương Đảng Chủ tịch Hội đồng Nhân dân tỉnh Bắc Giang nhiệm kỳ 2016-2021 |
| Bắc Kạn           | Nguyễn Văn Du        | 1960      | Bắc Kạn        | 19/3/2015 - 27/10/2020  | Phó Bí thư Thường trực Tỉnh ủy Bắc Kạn                                                                                 | Ủy viên Trung ương Đảng Chủ tịch Hội đồng Nhân dân tỉnh Bắc Kạn nhiệm kỳ 2016-2021 |
| Bắc Ninh          | Nguyễn Nhân Chiến    | 1960      | Bắc Ninh       | 22/2/2015 - 25/9/2020   | Phó Bí thư Tỉnh ủy, Chủ tịch Ủy ban Nhân dân tỉnh Bắc Ninh                                                             | Ủy viên Trung ương Đảng Trưởng Đoàn ĐBQH tỉnh Bắc Ninh khóa XIV |
| Bến Tre           | Võ Thành Hạo         | 1959      | Bến Tre        | 5/3/2015 - 12/7/2019    | Phó Bí thư Tỉnh ủy, Chủ tịch Ủy ban Nhân dân tỉnh Bến Tre                                                              | Chủ tịch Hội đồng Nhân dân tỉnh Bến Tre nhiệm kỳ 2016-2021 |
| Bến Tre           | Phan Văn Mãi         | 1973      | Bến Tre        | 12/7/2019 - nay         | Ủy viên Trung ương Đảng Phó Bí thư Thường trực Tỉnh ủy, Chủ tịch Hội đồng Nhân dân tỉnh Bến Tre                        | Ủy viên Trung ương Đảng Chủ tịch Hội đồng Nhân dân tỉnh Bến Tre nhiệm kỳ 2016-2021 |
| Bình Dương        | Trần Văn Nam         | 1963      | Bình Dương     | 27/10/2015 - 6/7/2021   | Phó Bí thư Tỉnh ủy, Chủ tịch Ủy ban Nhân dân tỉnh Bình Dương                                                           | Ủy viên Trung ương Đảng Trưởng Đoàn ĐBQH tỉnh Bình Dương khóa XIV |
| Bình Định         | Nguyễn Thanh Tùng    | 1960      | Bình Định      | 15/10/2015 - 15/10/2020 | Phó Bí thư Thường trực Tỉnh ủy Bình Định                                                                               | Ủy viên Trung ương Đảng Chủ tịch Hội đồng Nhân dân tỉnh Bình Định nhiệm kỳ 2016-2021 |
| Bình Phước        | Nguyễn Văn Lợi       | 1961      | TP Hồ Chí Minh | 22/10/2015 - nay        | Phó Bí thư Thường trực Tỉnh ủy Bình Phước Trưởng Đoàn ĐBQH tỉnh Bình Phước                                             | Ủy viên Trung ương Đảng Trưởng Đoàn ĐBQH tỉnh Bình Phước khóa XIV |
| Bình Thuận        | Nguyễn Mạnh Hùng     | 1960      | Hà Tĩnh        | 3/4/2015 - 16/10/2020   | Phó Bí thư Thường trực Tỉnh ủy Bình Thuận Chủ tịch Hội đồng Nhân dân tỉnh Bình Thuận                                   | Ủy viên Trung ương Đảng Chủ tịch Hội đồng Nhân dân tỉnh Bình Thuận nhiệm kỳ 2016-2021 |
| Cà Mau            | Dương Thanh Bình     | 1961      | Cà Mau         | 29/9/2010 - 12/6/2020   | Phó Bí thư Thường trực Tỉnh ủy Cà Mau                                                                                  | Ủy viên Trung ương Đảng Trưởng Đoàn ĐBQH tỉnh Cà Mau khóa XIV Tháng 5/2020, Quốc hội bầu làm Ủy viên Ủy ban Thường vụ Quốc hội, Trưởng Ban Dân nguyện                                                        |
| Cà Mau            | Nguyễn Tiến Hải      | 1965      | Cà Mau         | 25/6/2020 - nay         | Phó Bí thư Tỉnh ủy, Chủ tịch Ủy ban Nhân dân tỉnh Cà Mau                                                               | Chủ tịch Hội đồng Nhân dân tỉnh Cà Mau nhiệm kỳ 2016-2021 |
| Cao Bằng          | Nguyễn Hoàng Anh     | 1963      | Hải Phòng      | 24/3/2015 - 26/12/2017  | Phó Bí thư Tỉnh ủy, Chủ tịch Ủy ban Nhân dân tỉnh Cao Bằng                                                             | Ủy viên Trung ương Đảng Chủ tịch Hội đồng Nhân dân tỉnh Cao Bằng nhiệm kỳ 2011-2016 Năm 2018, Bộ Chính trị điều động làm Chủ tịch Ủy ban Quản lý vốn Nhà nước tại doanh nghiệp                               |
| Cao Bằng          | Lại Xuân Môn         | 1963      | Nam Định       | 26/12/2017 - nay        | Ủy viên Trung ương Đảng Chủ tịch Hội Nông dân Việt Nam                                                                 | Ủy viên Trung ương Đảng Trưởng Đoàn ĐBQH tỉnh Cao Bằng khóa XIV Tháng 12/2017, Bộ Chính trị điều động làm Bí thư Tỉnh ủy Cao Bằng                                                                            |
| Đắk Lắk           | Êban Y Phu           | 1959      | Đắk Lắk        | 24/9/2015 - 1/7/2019    | Phó Bí thư Thường trực Tỉnh ủy Đắk Lắk                                                                                 | |
| Đắk Lắk           | Bùi Văn Cường        | 1965      | Hải Dương      | 19/7/2019 - 7/5/2021    | Ủy viên Trung ương Đảng Chủ tịch Tổng Liên đoàn Lao động Việt Nam                                                      | Ủy viên Trung ương Đảng Tháng 7/2019, Bộ Chính trị điều động làm Bí thư Tỉnh ủy Đắk Lắk |
| Đắk Nông          | Lê Diễn              | 1960      | Bình Định      | 25/9/2015 - 16/10/2020  | Phó Bí thư Tỉnh ủy, Chủ tịch Ủy ban Nhân dân tỉnh Đắk Nông                                                             | Ủy viên Trung ương Đảng Chủ tịch Hội đồng Nhân dân tỉnh Đắk Nông nhiệm kỳ 2016-2021 |
| Đồng Nai          | Nguyễn Phú Cường     | 1967      | Bình Dương     | 29/9/2015 - nay         | Ủy viên dự khuyết Trung ương Đảng Phó Chủ tịch UBND tỉnh Đồng Nai                                                      | Ủy viên dự khuyết Trung ương Đảng Chủ tịch Hội đồng Nhân dân tỉnh Gia Lai nhiệm kỳ 2016-2021 |
| Đồng Tháp         | Lê Minh Hoan         | 1961      | Đồng Tháp      | 28/4/2014 - 19/10/2020  | Phó Bí thư Tỉnh ủy, Chủ tịch Ủy ban Nhân dân tỉnh Đồng Tháp                                                            | Ủy viên Trung ương Đảng Trưởng Đoàn ĐBQH tỉnh Đồng Tháp khóa XIV Tháng 10/2020, Thủ tướng bổ nhiệm làm Thứ trưởng Bộ Nông nghiệp và Phát triển Nông thôn                                                     |
| Điện Biên         | Trần Văn Sơn         | 1961      | Nam Định       | 15/10/2015 - 14/10/2020 | Phó Bí thư Thường trực Tỉnh ủy Điện Biên                                                                               | Ủy viên Trung ương Đảng Trưởng Đoàn ĐBQH tỉnh Điện Biên khóa XIV Tháng 10/2020, bổ nhiệm làm Phó Chủ nhiệm Văn phòng Chính phủ                                                                               |
| Gia Lai           | Dương Văn Trang      | 1961      | Quảng Ngãi     | 15/10/2015 - 31/5/2020  | Phó Bí thư Tỉnh ủy Gia Lai                                                                                             | Ủy viên Trung ương Đảng Chủ tịch Hội đồng Nhân dân tỉnh Gia Lai nhiệm kỳ 2016-2021 Tháng 5/2020, Bộ Chính trị điều động làm Bí thư Tỉnh ủy Kon Tum                                                           |
| Gia Lai           | Hồ Văn Niên          | 1975      | Gia Lai        | 2/6/2020 - nay          | Ủy viên dự khuyết Trung ương Đảng Phó Bí thư Thường trực Tỉnh ủy Gia Lai Trưởng Đoàn ĐBQH tỉnh Gia Lai                 | Ủy viên dự khuyết Trung ương Đảng Trưởng Đoàn ĐBQH tỉnh Gia Lai khóa XIV |
| Hà Giang          | Triệu Tài Vinh       | 1968      | Hà Giang       | 3/10/2010 - 2/7/2019    | Ủy viên dự khuyết Trung ương Đảng Phó Bí thư Tỉnh ủy Hà Giang                                                          | Ủy viên Trung ương Đảng 1/2020 bị kỉ luật Khiển trách Trưởng Đoàn ĐBQH tỉnh Hà Giang khóa XIV Tháng 7/2019, Bộ Chính trị điều động làm Phó Trưởng Ban Kinh tế Trung ương                                     |
| Hà Giang          | Đặng Quốc Khánh      | 1976      | Hà Tĩnh        | 6/7/2019 - nay          | Ủy viên dự khuyết Trung ương Đảng Phó Bí thư Tỉnh ủy, Chủ tịch Ủy ban Nhân dân tỉnh Hà Tĩnh                            | Ủy viên dự khuyết Trung ương Đảng Trưởng Đoàn ĐBQH tỉnh Hà Giang khóa XIV Tháng 7/2019, Bộ Chính trị điều động làm Bí thư Tỉnh ủy Hà Giang                                                                   |
| Hà Nam            | Mai Tiến Dũng        | 1959      | Hà Nam         | 13/11/2014 - 15/4/2016  | Ủy viên Trung ương Đảng Phó Bí thư Tỉnh ủy, Chủ tịch Ủy ban Nhân dân tỉnh Hà Nam                                       | Ủy viên Trung ương Đảng Tháng 4/2016, Quốc hội bầu làm Bộ trưởng, Chủ nhiệm Văn phòng Chính phủ |
| Hà Nam            | Nguyễn Đình Khang    | 1967      | Bắc Ninh       | 15/4/2016 - 21/7/2019   | Ủy viên Trung ương Đảng Phó Bí thư Tỉnh ủy Hà Giang                                                                    | Ủy viên Trung ương Đảng Tháng 7/2019, Bộ Chính trị điều động làm Chủ tịch Tổng Liên đoàn Lao động Việt Nam                                                                                                   |
| Hà Nam            | Lê Thị Thủy          | 1964      | Nghệ An        | 21/7/2019 - nay         | Ủy viên Trung ương Đảng Phó Chủ nhiệm Ủy ban Kiểm tra Trung ương                                                       | Ủy viên Trung ương Đảng Trưởng Đoàn ĐBQH tỉnh Hà Nam khóa XIV Tháng 7/2019, Bộ Chính trị điều động làm Bí thư Tỉnh ủy Hà Nam                                                                                 |
| Hà Tĩnh           | Lê Đình Sơn          | 1960      | Hà Tĩnh        | 18/10/2015 - 16/10/2020 | Phó Bí thư Tỉnh ủy, Chủ tịch Ủy ban Nhân dân tỉnh Hà Tĩnh                                                              | Ủy viên Trung ương Đảng Chủ tịch Hội đồng Nhân dân tỉnh Hà Tĩnh nhiệm kỳ 2016-2021 |
| Hải Dương         | Nguyễn Mạnh Hiển     | 1960      | Hải Dương      | 27/10/2015 - 26/10/2020 | Phó Bí thư Tỉnh ủy, Chủ tịch Ủy ban Nhân dân tỉnh Hải Dương                                                            | Ủy viên Trung ương Đảng Chủ tịch Hội đồng Nhân dân tỉnh Hải Dương nhiệm kỳ 2016-2021 |
| Hậu Giang         | Trần Công Chánh      | 1959      | Hậu Giang      | 4/10/2015 - 30/12/2017  | Phó Bí thư Tỉnh ủy, Chủ tịch Ủy ban Nhân dân tỉnh Hậu Giang                                                            | Chủ tịch Hội đồng Nhân dân tỉnh Hậu Giang nhiệm kỳ 2016-2021 |
| Hậu Giang         | Lữ Văn Hùng          | 1963      | Hậu Giang      | 2/1/2018 - 4/7/2020     | Ủy viên Trung ương Đảng Phó Bí thư Tỉnh ủy, Chủ tịch Ủy ban Nhân dân tỉnh Hậu Giang                                    | Ủy viên Trung ương Đảng Chủ tịch Hội đồng Nhân dân tỉnh Hậu Giang nhiệm kỳ 2016-2021 Tháng 7/2020, Bộ Chính trị điều động làm Bí thư Tỉnh ủy Bạc Liêu                                                        |
| Hậu Giang         | Lê Tiến Châu         | 1969      | Tây Ninh       | 19/8/2020 - nay         | Phó Bí thư Tỉnh ủy, Chủ tịch Ủy ban Nhân dân tỉnh Hậu Giang                                                            | |
| Hòa Bình          | Bùi Văn Tỉnh         | 1958      | Hòa Bình       | 15/1/2014 - 2/10/2020   | Ủy viên Trung ương Đảng Phó Bí thư Tỉnh ủy, Chủ tịch Ủy ban Nhân dân tỉnh Hòa Bình                                     | |
| Hưng Yên          | Đỗ Tiến Sỹ           | 1965      | Hưng Yên       | 15/10/2015 - nay        | Phó Bí thư Thường trực Tỉnh ủy Hưng Yên                                                                                | Ủy viên Trung ương Đảng Trưởng Đoàn ĐBQH tỉnh Hưng Yên khóa XIV |
| Khánh Hòa         | Lê Thanh Quang       | 1960      | Khánh Hòa      | 30/9/2010 - 19/10/2019  | Phó Bí thư Thường trực Tỉnh ủy Khánh Hòa                                                                               | Ủy viên Trung ương Đảng Chủ tịch Hội đồng Nhân dân tỉnh Khánh Hòa nhiệm kỳ 2016-2021 Tháng 10/2019 được cho thôi giữ chức vụ                                                                                 |
| Khánh Hòa         | Nguyễn Khắc Định     | 1964      | Thái Bình      | 19/10/2019 - nay        | Ủy viên Trung ương Đảng Chủ nhiệm Ủy ban Pháp luật của Quốc hội                                                        | Ủy viên Trung ương Đảng Trưởng Đoàn ĐBQH tỉnh Khánh Hòa khóa XIV Tháng 10/2019, Bộ Chính trị điều động làm Bí thư Tỉnh ủy Khánh Hòa                                                                          |
| Kiên Giang        | Nguyễn Thanh Nghị    | 1976      | Kiên Giang     | 16/10/2015 - 17/10/2020 | Ủy viên dự khuyết Trung ương Đảng Phó Bí thư Tỉnh ủy, Phó Chủ tịch Ủy ban Nhân dân tỉnh Kiên Giang                     | Ủy viên Trung ương Đảng Trưởng Đoàn ĐBQH tỉnh Kiên Giang khóa XIV Tháng 10/2020, bổ nhiệm làm Thứ trưởng Bộ Xây dựng                                                                                         |
| Kon Tum           | Nguyễn Văn Hùng      | 1964      | Quảng Nam      | 26/2/2015 - 30/5/2020   | Phó Bí thư Tỉnh ủy, Chủ tịch Ủy ban Nhân dân tỉnh Kon Tum                                                              | Ủy viên Trung ương Đảng Chủ tịch Hội đồng Nhân dân tỉnh Kon Tum nhiệm kỳ 2016-2021 Tháng 5/2020, Bộ Chính trị điều động làm Phó Chủ nhiệm Ủy ban Kiểm tra Trung ương                                         |
| Kon Tum           | Dương Văn Trang      | 1961      | Quảng Ngãi     | 1/6/2020 - nay          | Ủy viên Trung ương Đảng Bí thư Tỉnh ủy, Chủ tịch Hội đồng Nhân dân tỉnh Gia Lai                                        | Ủy viên Trung ương Đảng Chủ tịch Hội đồng Nhân dân tỉnh Gia Lai nhiệm kỳ 2016-2021 Tháng 5/2020, Bộ Chính trị điều động làm Bí thư Tỉnh ủy Kon Tum                                                           |
| Lai Châu          | Nguyễn Khắc Chử      | 1958      | Thái Bình      | 2/3/2015 - 31/8/2018    | Phó Bí thư Tỉnh ủy, Chủ tịch Ủy ban Nhân dân tỉnh Lai Châu                                                             | Chủ tịch Hội đồng Nhân dân tỉnh Lai Châu nhiệm kỳ 2016-2021 |
| Lai Châu          | Giàng Páo Mỷ         | 1963      | Lai Châu       | 10/9/2018 - nay         | Ủy viên Trung ương Đảng Phó Bí thư Thường trực Tỉnh ủy Lai Châu Trưởng Đoàn ĐBQH tỉnh Lai Châu                         | Ủy viên Trung ương Đảng Chủ tịch Hội đồng Nhân dân tỉnh Lai Châu nhiệm kỳ 2016-2021 Trưởng Đoàn ĐBQH tỉnh Lai Châu khóa XIV                                                                                  |
| Lạng Sơn          | Trần Sỹ Thanh        | 1971      | Nghệ An        | 28/10/2015 - 22/12/2017 | Ủy viên dự khuyết Trung ương Đảng Phó Chủ nhiệm Ủy ban Kiểm tra Trung ương                                             | Ủy viên Trung ương Đảng Trưởng Đoàn ĐBQH tỉnh Lạng Sơn khóa XIV Tháng 12/2017, Bộ Chính trị điều động làm Phó Trưởng Ban Kinh tế Trung ương, Chủ tịch Hội đồng Thành viên Tập đoàn Dầu khí Quốc gia Việt Nam |
| Lạng Sơn          | Lâm Thị Phương Thanh | 1967      | Ninh Bình      | 24/12/2017 - nay        | Ủy viên Trung ương Đảng Phó Trưởng Ban Tuyên giáo Trung ương                                                           | Ủy viên Trung ương Đảng Tháng 12/2017, Bộ Chính trị điều động làm Bí thư Tỉnh ủy Lạng Sơn |
| Lào Cai           | Nguyễn Văn Vịnh      | 1960      | Yên Bái        | 5/8/2013 – 15/10/2020   | Phó Bí thư Tỉnh ủy, Chủ tịch Ủy ban Nhân dân tỉnh Lào Cai                                                              | Ủy viên Trung ương Đảng Chủ tịch Hội đồng Nhân dân tỉnh Lào Cai nhiệm kỳ 2016-2021 |
| Lâm Đồng          | Nguyễn Xuân Tiến     | 1958      | Thừa Thiên Huế | 20/9/2014 - 12/10/2020  | Ủy viên Trung ương Đảng Phó Bí thư Tỉnh ủy, Chủ tịch Ủy ban Nhân dân tỉnh Lâm Đồng                                     | Ủy viên Trung ương Đảng Chủ tịch Hội đồng Nhân dân tỉnh Lâm Đồng nhiệm kỳ 2011-2016 |
| Long An           | Phạm Văn Rạnh        | 1960      | Long An        | 16/10/2015 - 15/10/2020 | Phó Bí thư Tỉnh ủy, Chủ tịch Ủy ban Nhân dân tỉnh Long An                                                              | Ủy viên Trung ương Đảng Chủ tịch Hội đồng Nhân dân tỉnh Long An nhiệm kỳ 2016-2021 |
| Nam Định          | Đoàn Hồng Phong      | 1963      | Nam Định       | 24/9/2015 - 6/5/2021    | Phó Bí thư Tỉnh ủy, Chủ tịch Ủy ban Nhân dân tỉnh Nam Định                                                             | Ủy viên Trung ương Đảng Trưởng Đoàn ĐBQH tỉnh Nam Định khóa XIV |
| Nghệ An           | Hồ Đức Phớc          | 1963      | Nghệ An        | 12/3/2013 - 16/4/2016   | Phó Bí thư Tỉnh ủy, Chủ tịch Ủy ban Nhân dân tỉnh Nghệ An                                                              | Ủy viên Trung ương Đảng Chủ tịch Hội đồng Nhân dân tỉnh Nghệ An nhiệm kỳ 2011-2016 Tháng 4/2016, Quốc hội bầu làm Tổng Kiểm toán Nhà nước                                                                    |
| Nghệ An           | Nguyễn Đắc Vinh      | 1972      | Nghệ An        | 16/4/2016 - 23/12/2019  | Ủy viên Trung ương Đảng Bí thư thứ nhất Trung ương Đoàn TNCS Hồ Chí Minh                                               | Ủy viên Trung ương Đảng Trưởng Đoàn ĐBQH tỉnh Nghệ An khóa XIV Tháng 12/2019, Bộ Chính trị điều động làm Phó Chánh Văn phòng Trung ương                                                                      |
| Nghệ An           | Thái Thanh Quý       | 1976      | Nghệ An        | 20/1/2020 - nay         | Ủy viên dự khuyết Trung ương Đảng Phó Bí thư Tỉnh ủy, Chủ tịch Ủy ban Nhân dân tỉnh Nghệ An                            | Ủy viên dự khuyết Trung ương Đảng Tháng 1/2020 làm Bí thư Tỉnh ủy Nghệ An |
| Ninh Bình         | Nguyễn Thị Thanh     | 1967      | Ninh Bình      | 5/8/2013 - 24/4/2020    | Ủy viên dự khuyết Trung ương Đảng Bí thư Huyện ủy Yên Khánh                                                            | Ủy viên Trung ương Đảng Trưởng Đoàn ĐBQH tỉnh Ninh Bình khóa XIV Tháng 4/2020, Bộ Chính trị điều động làm Phó Trưởng Ban Tổ chức Trung ương, Phó Trưởng Ban Công tác đại biểu thuộc UBTV Quốc hội            |
| Ninh Bình         | Nguyễn Thị Thu Hà    | 1970      | Ninh Bình      | 24/4/2020 - nay         | Ủy viên Trung ương Đảng Chủ tịch Hội Liên hiệp Phụ nữ Việt Nam                                                         | Ủy viên Trung ương Đảng Trưởng Đoàn ĐBQH tỉnh Ninh Bình khóa XIV Tháng 4/2020, Bộ Chính trị điều động làm Bí thư Tỉnh ủy Ninh Bình                                                                           |
| Ninh Thuận        | Nguyễn Đức Thanh     | 1962      | Hà Tĩnh        | 5/2014 - nay            | Phó Bí thư Tỉnh ủy, Chủ tịch Ủy ban Nhân dân tỉnh Ninh Thuận                                                           | Ủy viên Trung ương Đảng Chủ tịch Hội đồng Nhân dân tỉnh Ninh Thuận nhiệm kỳ 2016-2021 |
| Phú Thọ           | Hoàng Dân Mạc        | 1958      | Phú Thọ        | 3/4/2013 - 11/12/2018   | Phó Bí thư Tỉnh ủy, Chủ tịch Ủy ban Nhân dân tỉnh Phú Thọ                                                              | Chủ tịch Hội đồng Nhân dân tỉnh Phú Thọ nhiệm kỳ 2016-2021 |
| Phú Thọ           | Bùi Minh Châu        | 1961      | Phú Thọ        | 14/12/2018 - nay        | Ủy viên Trung ương Đảng Phó Bí thư Tỉnh ủy, Chủ tịch Ủy ban Nhân dân tỉnh Phú Thọ                                      | Ủy viên Trung ương Đảng Chủ tịch Hội đồng Nhân dân tỉnh Phú Thọ nhiệm kỳ 2016-2021 Trưởng Đoàn ĐBQH tỉnh Phú Thọ khóa XIV                                                                                    |
| Phú Yên           | Huỳnh Tấn Việt       | 1962      | Phú Yên        | 16/10/2015 - 8/7/2020   | Phó Bí thư Thường trực Tỉnh ủy Phú Yên Chủ tịch Hội đồng Nhân dân tỉnh Phú Yên                                         | Ủy viên Trung ương Đảng Chủ tịch Hội đồng Nhân dân tỉnh Phú Yên nhiệm kỳ 2016-2021 Tháng 7/2020, Bộ Chính trị điều động làm Phó Bí thư Đảng ủy Khối các cơ quan Trung ương                                   |
| Phú Yên           | Phạm Đại Dương       | 1974      | Hà Nội         | 19/8/2020 - nay         | Phó Bí thư Tỉnh ủy, Chủ tịch Ủy ban Nhân dân tỉnh Phú Yên                                                              | Tháng 8/2020 được bầu làm Bí thư Tỉnh ủy Phú Yên |
| Quảng Bình        | Hoàng Đăng Quang     | 1961      | Quảng Bình     | 1/10/2015 - 22/7/2020   | Phó Bí thư Thường trực Tỉnh ủy Quảng Bình Trưởng Đoàn ĐBQH tỉnh Quảng Bình                                             | Ủy viên Trung ương Đảng Chủ tịch Hội đồng Nhân dân tỉnh Quảng Bình nhiệm kỳ 2016-2021 Tháng 7/2020, Bộ Chính trị điều động làm Phó Trưởng Ban Tổ chức Trung ương                                             |
| Quảng Bình        | Vũ Đại Thắng         | 1975      | Hà Nội         | 22/7/2020 - nay         | Ủy viên dự khuyết Trung ương Đảng Thứ trưởng Bộ Kế hoạch và Đầu tư                                                     | Ủy viên dự khuyết Trung ương Đảng Tháng 7/2020, Bộ Chính trị điều động làm Bí thư Tỉnh ủy Quảng Bình |
| Quảng Nam         | Nguyễn Ngọc Quang    | 1958      | Đà Nẵng        | 30/9/2015 - 31/12/2018  | Phó Bí thư Thường trực Tỉnh ủy Quảng Nam                                                                               | |
| Quảng Nam         | Phan Việt Cường      | 1963      | Quảng Nam      | 10/7/2019 - nay         | Ủy viên Trung ương Đảng Phó Bí thư Thường trực Tỉnh ủy Quảng Nam Trưởng Đoàn ĐBQH tỉnh Quảng Nam                       | Ủy viên Trung ương Đảng Chủ tịch Hội đồng Nhân dân tỉnh Quảng Nam nhiệm kỳ 2016-2021 Trưởng Đoàn ĐBQH tỉnh Quảng Nam khóa XIV                                                                                |
| Quảng Ngãi        | Lê Viết Chữ          | 1963      | Quảng Ngãi     | 18/6/2015 – 8/7/2020    | Phó Bí thư Tỉnh ủy, Chủ tịch Ủy ban Nhân dân tỉnh Quảng Ngãi                                                           | Ủy viên Trung ương Đảng 16/6/2020 bị kỉ luật Cảnh cáo Trưởng Đoàn ĐBQH tỉnh Quảng Ngãi khóa XIV |
| Quảng Ngãi        | Bùi Thị Quỳnh Vân    | 1974      | Quảng Ngãi     | 4/8/2020 - nay          | Ủy viên dự khuyết Trung ương Đảng Phó Bí thư Thường trực Tỉnh ủy Quảng Ngãi Chủ tịch Hội đồng Nhân dân tỉnh Quảng Ngãi | Ủy viên dự khuyết Trung ương Đảng Chủ tịch Hội đồng Nhân dân tỉnh Quảng Ngãi nhiệm kỳ 2016-2021 |
| Quảng Ninh        | Nguyễn Văn Đọc       | 1959      | Hải Phòng      | 9/4/2015 - 6/9/2019     | Phó Bí thư Tỉnh ủy, Chủ tịch Ủy ban Nhân dân tỉnh Quảng Ninh                                                           | Chủ tịch Hội đồng Nhân dân tỉnh Quảng Ninh nhiệm kỳ 2016-2021 |
| Quảng Ninh        | Nguyễn Xuân Ký       | 1972      | Nam Định       | 6/9/2019 - nay          | Phó Bí thư Thường trực Tỉnh ủy Quảng Ninh Chủ tịch Hội đồng Nhân dân tỉnh Quảng Ninh                                   | Chủ tịch Hội đồng Nhân dân tỉnh Quảng Ninh nhiệm kỳ 2016-2021 |
| Quảng Trị         | Nguyễn Văn Hùng      | 1961      | Quảng Trị      | 23/9/2015 - 23/7/2020   | Phó Bí thư Thường trực Tỉnh ủy Quảng Trị                                                                               | Ủy viên Trung ương Đảng Chủ tịch Hội đồng Nhân dân tỉnh Quảng Trị nhiệm kỳ 2016-2021 Tháng 7/2020, bổ nhiệm làm Thứ trưởng Bộ Văn hóa, Thể thao và Du lịch                                                   |
| Quảng Trị         | Lê Quang Tùng        | 1971      | Hà Tĩnh        | 23/7/2020 - nay         | Ủy viên dự khuyết Trung ương Đảng Thứ trưởng Bộ Văn hóa, Thể thao và Du lịch                                           | Ủy viên dự khuyết Trung ương Đảng Tháng 7/2020, Bộ Chính trị điều động làm Bí thư Tỉnh ủy Quảng Trị |
| Sóc Trăng         | Nguyễn Văn Thể       | 1966      | Đồng Tháp      | 28/10/2015 - 26/10/2017 | Ủy viên dự khuyết Trung ương Đảng Thứ trưởng Bộ Giao thông vận tải                                                     | Ủy viên Trung ương Đảng Trưởng Đoàn ĐBQH tỉnh Sóc Trăng khóa XIV Tháng 10/2017, Quốc hội bầu làm Bộ trưởng Bộ Giao thông vận tải                                                                             |
| Sóc Trăng         | Phan Văn Sáu         | 1959      | Đồng Tháp      | 2/11/2017 - 15/10/2020  | Ủy viên Trung ương Đảng Tổng Thanh tra Chính phủ                                                                       | Ủy viên Trung ương Đảng Tháng 7/2020, Bộ Chính trị điều động làm Bí thư Tỉnh ủy Sóc Trăng |
| Sơn La            | Hoàng Văn Chất       | 1959      | Nam Định       | 10/2/2015 - 31/8/2019   | Phó Bí thư Thường trực Tỉnh ủy Sơn La                                                                                  | Chủ tịch Hội đồng Nhân dân tỉnh Sơn La nhiệm kỳ 2016-2021 |
| Sơn La            | Nguyễn Hữu Đông      | 1972      | Phú Thọ        | 16/9/2019 - nay         | Ủy viên dự khuyết Trung ương Đảng Phó Bí thư Tỉnh ủy Sơn La                                                            | Ủy viên dự khuyết Trung ương Đảng |
| Tây Ninh          | Trần Lưu Quang       | 1967      | Tây Ninh       | 31/7/2015 - 27/2/2019   | Ủy viên dự khuyết Trung ương Đảng Phó Chủ tịch UBND tỉnh Tây Ninh                                                      | Ủy viên Trung ương Đảng Trưởng Đoàn ĐBQH tỉnh Tây Ninh khóa XIV |
| Tây Ninh          | Phạm Viết Thanh      | 1962      | Quảng Nam      | 28/2/2019 - 30/7/2020   | Ủy viên Trung ương Đảng Bí thư Đảng ủy Khối Doanh nghiệp Trung ương                                                    | Ủy viên Trung ương Đảng Tháng 2/2019, Bộ Chính trị điều động làm Bí thư Tỉnh ủy Tây Ninh |
| Tây Ninh          | Nguyễn Thành Tâm     | 1974      | Tây Ninh       | 24/8/2020 - nay         | Phó Bí thư Thường trực Tỉnh ủy Tây Ninh Chủ tịch Hội đồng Nhân dân tỉnh Tây Ninh                                       | Chủ tịch Hội đồng Nhân dân tỉnh Tây Ninh nhiệm kỳ 2016-2021 Tháng 8/2020 được bầu làm Bí thư Tỉnh ủy Tây Ninh                                                                                                |
| Thái Bình         | Phạm Văn Sinh        | 1958      | Thái Bình      | 14/2/2015 - 27/4/2018   | Phó Bí thư Tỉnh ủy, Chủ tịch Ủy ban Nhân dân tỉnh Thái Bình                                                            | Chủ tịch Hội đồng Nhân dân tỉnh Thái Bình nhiệm kỳ 2016-2021 |
| Thái Bình         | Nguyễn Hồng Diên     | 1965      | Thái Bình      | 27/4/2018 - 7/5/2020    | Ủy viên Trung ương Đảng Phó Bí thư Tỉnh ủy, Chủ tịch Ủy ban Nhân dân tỉnh Thái Bình Trưởng Đoàn ĐBQH tỉnh Thái Bình    | Ủy viên Trung ương Đảng Chủ tịch Hội đồng Nhân dân tỉnh Thái Bình nhiệm kỳ 2016-2021 Trưởng Đoàn ĐBQH tỉnh Thái Bình khóa XIV Tháng 5/2020, Bộ Chính trị điều động làm Phó Trưởng Ban Tuyên giáo Trung ương  |
| Thái Bình         | Ngô Đông Hải         | 1970      | Bình Định      | 1/6/2020 - nay          | Ủy viên dự khuyết Trung ương Đảng Phó Bí thư Thường trực Tỉnh ủy Thái Bình                                             | Ủy viên dự khuyết Trung ương Đảng Tháng 5/2020, được bầu làm Bí thư Tỉnh ủy Thái Bình |
| Thái Nguyên       | Trần Quốc Tỏ         | 1962      | Ninh Bình      | 28/10/2015 - 23/5/2020  | Phó Bí thư Thường trực Tỉnh ủy Thái Nguyên                                                                             | Ủy viên Trung ương Đảng Trưởng Đoàn ĐBQH tỉnh Thái Nguyên khóa XIV Tháng 5/2020, được bổ nhiệm làm Thứ trưởng Bộ Công an                                                                                     |
| Thái Nguyên       | Nguyễn Thanh Hải     | 1970      | Hà Nội         | 23/5/2020 - nay         | Ủy viên Trung ương Đảng Trưởng Ban Dân nguyện thuộc UBTV Quốc hội                                                      | Ủy viên Trung ương Đảng Trưởng Đoàn ĐBQH tỉnh Thái Nguyên khóa XIV Tháng 5/2020, Bộ Chính trị điều động làm Bí thư Tỉnh ủy Thái Nguyên                                                                       |
| Thanh Hóa         | Trịnh Văn Chiến      | 1960      | Thanh Hóa      | 27/11/2014 - 28/10/2020 | Phó Bí thư Tỉnh ủy, Chủ tịch Ủy ban Nhân dân tỉnh Thanh Hóa                                                            | Ủy viên Trung ương Đảng Chủ tịch Hội đồng Nhân dân tỉnh Thanh Hóa nhiệm kỳ 2016-2021 |
| Thừa Thiên Huế    | Lê Trường Lưu        | 1963      | Thừa Thiên Huế | 2/10/2015 - nay         | Phó Bí thư Thường trực Tỉnh ủy Thừa Thiên Huế Chủ tịch Hội đồng Nhân dân tỉnh Thừa Thiên Huế                           | Ủy viên Trung ương Đảng Chủ tịch Hội đồng Nhân dân tỉnh Thừa Thiên Huế nhiệm kỳ 2016-2021 |
| Tiền Giang        | Nguyễn Văn Danh      | 1962      | Tiền Giang     | 21/10/2015 - nay        | Phó Bí thư Thường trực Tỉnh ủy Tiền Giang Trưởng Đoàn ĐBQH tỉnh Tiền Giang                                             | Ủy viên Trung ương Đảng Chủ tịch Hội đồng Nhân dân tỉnh Tiền Giang nhiệm kỳ 2016-2021 |
| Trà Vinh          | Trần Trí Dũng        | 1959      | Trà Vinh       | 4/10/2010 - 16/10/2020  | | Ủy viên Trung ương Đảng Chủ tịch Hội đồng Nhân dân tỉnh Trà Vinh nhiệm kỳ 2016-2021 |
| Tuyên Quang       | Chẩu Văn Lâm         | 1967      | Tuyên Quang    | 27/2/2015 - nay         | Phó Bí thư Tỉnh ủy, Chủ tịch Ủy ban Nhân dân tỉnh Tuyên Quang                                                          | Ủy viên Trung ương Đảng Chủ tịch Hội đồng Nhân dân tỉnh Tuyên Quang nhiệm kỳ 2011-2016 Trưởng Đoàn ĐBQH tỉnh Tuyên Quang khóa XIV                                                                            |
| Vĩnh Long         | Trần Văn Rón         | 1961      | Vĩnh Long      | 24/3/2015 - 7/5/2021    | Phó Bí thư Tỉnh ủy, Chủ tịch Ủy ban Nhân dân tỉnh Vĩnh Long                                                            | Ủy viên Trung ương Đảng Trưởng Đoàn ĐBQH tỉnh Vĩnh Long khóa XIV |
| Vĩnh Phúc         | Hoàng Thị Thúy Lan   | 1966      | Vĩnh Phúc      | 14/2/2015 - nay         | Phó Bí thư Tỉnh ủy Vĩnh Phúc                                                                                           | Ủy viên Trung ương Đảng Chủ tịch Hội đồng Nhân dân tỉnh Vĩnh Phúc nhiệm kỳ 2016-2021 Trưởng Đoàn ĐBQH tỉnh Vĩnh Phúc khóa XIV                                                                                |
| Yên Bái           | Phạm Duy Cường       | 1958-2016 | Hà Nội         | 26/2/2015 - 18/8/2016   | Phó Bí thư Tỉnh ủy, Chủ tịch Ủy ban Nhân dân tỉnh Yên Bái                                                              | Chủ tịch Hội đồng Nhân dân tỉnh Yên Bái nhiệm kỳ 2016-2021 |
| Yên Bái           | Phạm Thị Thanh Trà   | 1964      | Nghệ An        | 14/9/2016 - 23/9/2020   | Ủy viên Trung ương Đảng Phó Bí thư Tỉnh ủy, Chủ tịch Ủy ban Nhân dân tỉnh Yên Bái                                      | Ủy viên Trung ương Đảng Chủ tịch Hội đồng Nhân dân tỉnh Yên Bái nhiệm kỳ 2016-2021 Tháng 10/2010 được bổ nhiệm làm Phó Trưởng Ban Tổ chức Trung ương, Thứ trưởng Bộ Nội vụ                                   |